# Eder Franchini
Eder Giovanni Franchini Pasten (Concepción, Chile; 26 de julio de 1988) es un futbolista y futsalista chileno.

## Carrera
Eder llegó con 13 años de edad a jugar en las divisiones inferiores de Huachipato donde estuvo durante seis años. Luego pasó a formar parte del equipo juvenil de Universidad de Concepción, club donde solo estuvo un año debido a que tuvo que finalizar su ciclo formativo por límite de edad. Ante las pocas oportunidades de jugar en el fútbol profesional decidió dedicarse al fútbol sala.
A principios de 2012 y gracias a unos contactos, se le presentó la oportunidad de probar suerte en el fútbol de Nueva Zelanda, más concretamente en el Manukau City AFC, que en ese momento competía en la NRFL Division 2 y donde solo llegó a jugar un par de partidos ya que debido a que su buen nivel lo llevó a formar parte de Onehunga Sports, equipo de la NRFL Premier League, principal liga de la Región de Auckland durante la temporada de invierno y donde compartió vestuario con otro chileno, Alexis Cárcamo.
Sus buenas actuaciones llamaron la atención de Waikato FC, una de las franquicias de la ASB Premiership, la liga más importante del fútbol neozelandés y que junto a Alexis fue fichado para disputar la temporada 2012-2013. Ahí disputó 13 partidos y anotó 2 goles.
Tras terminar la temporada de verano con Waikato FC y disputar la temporada de invierno con Hamilton Wanderers, Eder decidió retornar a Chile por motivos personales. En ese lapso, se incorporó al equipo de futsal del Deportes Concepción y disputó la Copa Libertadores de Futsal 2014.
Para la temporada 2014-2015, Franchini volvió, pero esta vez para jugar en el equipo de Southern United FC. En 2015 fue contratado por el Waitakere United.

### Clubes
| Club                   | País          | Año         | Partidos | Goles |
| ---------------------- | ------------- | ----------- | -------- | ----- |
| Manukau City           | Nueva Zelanda | 2012        |          |       |
| Onehunga Sports        | Nueva Zelanda | 2012        |          |       |
| Waikato FC             | Nueva Zelanda | 2012 - 2013 | 13       | 2     |
| Hamilton Wanderers     | Nueva Zelanda | 2013        |          |       |
| Southern United FC     | Nueva Zelanda | 2014 - 2015 | 10       | 0     |
| Waitakere United       | Nueva Zelanda | 2015 - 2017 | 42       | 3     |
| Glenfield Rovers       | Nueva Zelanda | 2017 - 2020 |          |       |
| Manukau United         | Nueva Zelanda | 2020 - 2021 |          |       |
| West Coast Rangers     | Nueva Zelanda | 2021        | 4        | 0     |
| Manurewa AFC           | Nueva Zelanda | 2021 - 2022 |          |       |
| Ngaruawahia United AFC | Nueva Zelanda | 2022        |          |       |